# Albert Meyong
Albert Meyong Zé (Yaoundé, 19 ottobre 1980) è un ex calciatore camerunese, di ruolo attaccante.

## Carriera

### Club
Arriva in Europa giovanissimo nell'estate 1998 nelle file del Ravenna ma dopo un anno e mezzo viene girato a gennaio 2000 al Vitória Setúbal con il quale, nella stagione 2005 vince la Coppa del Portogallo grazie anche ad un suo gol in finale contro il Benfica.
Nell'estate 2005 passa al Belenenses e dopo solo una stagione, nonostante abbia segnato 17 reti, approda nella Liga Spagnola tra le file del Levante.
In Spagna, la situazione per Meyong, non è delle migliori e dopo aver tentato fortuna nell'Albacete decide di tornare in Portogallo. Nel 2013 si trasferisce in Angola per giocare nel Kabuscorp. Dopo tre anni torna in Portogallo, al Vitória Setúbal, con cui firma nel gennaio 2016 un contratto valido fino al giugno 2017 .

## Statistiche

### Cronologia presenze e reti in nazionale
| Cronologia completa delle presenze e delle reti in nazionale ― Camerun | Cronologia completa delle presenze e delle reti in nazionale ― Camerun | Cronologia completa delle presenze e delle reti in nazionale ― Camerun | Cronologia completa delle presenze e delle reti in nazionale ― Camerun | Cronologia completa delle presenze e delle reti in nazionale ― Camerun | Cronologia completa delle presenze e delle reti in nazionale ― Camerun | Cronologia completa delle presenze e delle reti in nazionale ― Camerun | Cronologia completa delle presenze e delle reti in nazionale ― Camerun |
| Data                                                                   | Città                                                                  | In casa                                                                | Risultato                                                              | Ospiti                                                                 | Competizione                                                           | Reti                                                                   | Note                                                                   |
| ---------------------------------------------------------------------- | ---------------------------------------------------------------------- | ---------------------------------------------------------------------- | ---------------------------------------------------------------------- | ---------------------------------------------------------------------- | ---------------------------------------------------------------------- | ---------------------------------------------------------------------- | ---------------------------------------------------------------------- |
| 28-4-2004                                                              | Sofia                                                                  | Bulgaria                                                               | 3 – 0                                                                  | Camerun                                                                | Amichevole                                                             | -                                                                      | 46’                                                                    |
| 4-9-2005                                                               | Abidjan                                                                | Costa d'Avorio                                                         | 2 – 3                                                                  | Camerun                                                                | Qual. Mondiali 2006                                                    | -                                                                      | 81’ 92’                                                                |
| 25-1-2006                                                              | Il Cairo                                                               | Camerun                                                                | 2 – 0                                                                  | Togo                                                                   | Coppa d'Africa 2006 - 1º turno                                         | 1                                                                      | 68’                                                                    |
| 29-1-2006                                                              | Il Cairo                                                               | RD del Congo                                                           | 0 – 2                                                                  | Camerun                                                                | Coppa d'Africa 2006 - 1º turno                                         | -                                                                      | 46’                                                                    |
| 4-2-2006                                                               | Il Cairo                                                               | Camerun                                                                | 1 – 1 dts (11 - 12 dtr)                                                | Costa d'Avorio                                                         | Coppa d'Africa 2006 - Quarti di finale                                 | 1                                                                      | 32’                                                                    |
| 27-5-2006                                                              | Rotterdam                                                              | Paesi Bassi                                                            | 1 – 0                                                                  | Camerun                                                                | Amichevole                                                             | -                                                                      | 46’ 82’                                                                |
| 16-8-2006                                                              | Rouen                                                                  | Camerun                                                                | 1 – 1                                                                  | Guinea                                                                 | Amichevole                                                             | -                                                                      | 61’                                                                    |
| 6-9-2008                                                               | Praia                                                                  | Capo Verde                                                             | 1 – 2                                                                  | Camerun                                                                | Qual. Mondiali 2010                                                    | -                                                                      |                                                                        |
| 11-10-2008                                                             | Yaoundé                                                                | Camerun                                                                | 5 – 0                                                                  | Mauritius                                                              | Qual. Mondiali 2010                                                    | 2                                                                      | 46’                                                                    |
| 19-11-2008                                                             | Rustenburg                                                             | Sudafrica                                                              | 3 – 2                                                                  | Camerun                                                                | Amichevole                                                             | -                                                                      | 52’                                                                    |
| 11-2-2009                                                              | Bondoufle                                                              | Camerun                                                                | 3 – 1                                                                  | Guinea                                                                 | Amichevole                                                             | -                                                                      | 46’                                                                    |
| 12-8-2009                                                              | Klagenfurt                                                             | Austria                                                                | 0 – 2                                                                  | Camerun                                                                | Amichevole                                                             | -                                                                      | 65’                                                                    |
| 14-10-2009                                                             | Olhão                                                                  | Angola                                                                 | 0 – 0                                                                  | Camerun                                                                | Amichevole                                                             | -                                                                      |                                                                        |
| Totale                                                                 |                                                                        | Presenze                                                               | 13                                                                     |                                                                        | Reti                                                                   | 4                                                                      |                                                                        |

| Cronologia completa delle presenze e delle reti in nazionale ― Camerun olimpica | Cronologia completa delle presenze e delle reti in nazionale ― Camerun olimpica | Cronologia completa delle presenze e delle reti in nazionale ― Camerun olimpica | Cronologia completa delle presenze e delle reti in nazionale ― Camerun olimpica | Cronologia completa delle presenze e delle reti in nazionale ― Camerun olimpica | Cronologia completa delle presenze e delle reti in nazionale ― Camerun olimpica | Cronologia completa delle presenze e delle reti in nazionale ― Camerun olimpica | Cronologia completa delle presenze e delle reti in nazionale ― Camerun olimpica |
| Data                                                                            | Città                                                                           | In casa                                                                         | Risultato                                                                       | Ospiti                                                                          | Competizione                                                                    | Reti                                                                            | Note                                                                            |
| ------------------------------------------------------------------------------- | ------------------------------------------------------------------------------- | ------------------------------------------------------------------------------- | ------------------------------------------------------------------------------- | ------------------------------------------------------------------------------- | ------------------------------------------------------------------------------- | ------------------------------------------------------------------------------- | ------------------------------------------------------------------------------- |
| 19-9-2000                                                                       | Brisbane                                                                        | Rep. Ceca olimpica                                                              | 1 – 1                                                                           | Camerun olimpica                                                                | Olimpiadi 2000 - 1º turno                                                       | -                                                                               | 64’                                                                             |
| 23-9-2000                                                                       | Brisbane                                                                        | Brasile olimpica                                                                | 1 – 2 dts                                                                       | Camerun olimpica                                                                | Olimpiadi 2000 - Quarti di finale                                               | -                                                                               | 81’                                                                             |
| 30-9-2000                                                                       | Barcellona                                                                      | Camerun olimpica                                                                | 2 – 2 dts (5 - 3 dcr)                                                           | Spagna olimpica                                                                 | Olimpiadi 2000 - Finale                                                         | -                                                                               | 111’                                                                            |
| Totale                                                                          |                                                                                 | Presenze                                                                        | 3                                                                               |                                                                                 | Reti                                                                            | 0                                                                               |                                                                                 |

## Palmarès

### Club

#### Competizioni nazionali
- Coppa del Portogallo: 1

Vitória Setúbal: 2004-2005

#### Competizioni internazionali
- Coppa Intertoto UEFA: 1

Braga: 2008

### Nazionale
- Oro olimpico: 1

Sydney 2000

### Individuale
- Capocannoniere della Coppa di Portogallo: 1

2004-2005 (4 reti)
- Capocannoniere del Campionato portoghese: 1

2005-2006 (17 reti)